# Mario Vegetti
Mario Vegetti (Milano, 4 gennaio 1937 – Milano, 11 marzo 2018) è stato uno storico della filosofia e traduttore italiano, professore ordinario fino al 2005 di Storia della filosofia antica presso l'Università degli Studi di Pavia.
Apprezzato in ambito internazionale per le sue traduzioni di Platone, Aristotele, Ippocrate, Galeno, pubblicò diversi saggi su Platone, sull'etica e sulla medicina antica.

## Biografia
Si laureò con una tesi sulla storiografia di Tucidide nel 1959 presso la Facoltà di Lettere e Filosofia dell'Università degli Studi di Pavia, quale alunno del Collegio Ghislieri.
Libero docente e successivamente professore incaricato in Storia della filosofia antica, fu professore ordinario di questa disciplina dal 1975 al 2005 presso l'Università di Pavia dove ricoprì più volte il ruolo di direttore nel Dipartimento di Filosofia della stessa università.
Fu docente presso la Scuola Superiore IUSS di Pavia e la Scuola Europea di Studi Avanzati dell'Università degli Studi Suor Orsola Benincasa di Napoli.
Fu membro del Collegium Politicum internazionale e socio dell'Accademia di Scienze Morali e Politiche di Napoli, e dell'Istituto Lombardo Accademia di Scienze e Lettere.
Vegetti condivise per molti anni il lavoro intellettuale e l'impegno sociale con la moglie Silvia Finzi, laureata in pedagogia e specializzata in psicologia clinica, psicoterapeuta per i problemi dell'infanzia, della famiglia e della scuola.
Morì nella sua casa milanese l'11 marzo 2018, a soli quattro giorni di distanza dalla morte dell'amico e collega Diego Lanza. Parte dei suoi volumi sono stati donati alla biblioteca del Collegio Ghislieri di Pavia.

## Pensiero
Mario Vegetti si dedicò alla storia del pensiero scientifico greco mettendo in evidenza le relazioni della scienza antica con la filosofia secondo l'insegnamento del suo maestro Ludovico Geymonat. In particolare pubblicò studi sulla medicina e sulla biologia da Ippocrate a Galeno.
Fu il primo in Italia a impartire un corso di storia della filosofia antica che prendesse in considerazione i riferimenti alla storia della scienza antica, particolarmente in ambito greco. Nella ricerca di tale profonda connessione storica fra scienze e filosofia, seguì la metodologia del suo maestro Geymonat.
Altro campo d'indagine approfondito da Vegetti consistette essenzialmente nello studio degli aspetti etici e politici della filosofia antica, in particolare del pensiero platonico, aristotelico e stoico, in rapporto con l'ambito sociale ed ideologico della cultura greco-romana.
Relativamente all'etica antica, che assimilava l'ordine stabilito dalla legge morale e politica con l'ordine naturale insito nel kósmos, l'universo ordinato, Vegetti ritenne che si configurasse per la prima volta nell'Iliade omerica proseguendo poi nella riflessione orfica-pitagorica sull'anima.

## Opere

### Saggi
- Il coltello e lo stilo, Il Saggiatore, Milano, 1979; IIª ed., 1996.
- Tra Edipo e Euclide, Il Saggiatore, Milano, 1983.
- Nell'ombra di Theuth. Dinamiche della scrittura in Platone, in Sapere e scrittura in Grecia, a cura di Marcel Detienne, Laterza, Roma- Bari, 1989.
- L'etica degli antichi, Laterza, Roma-Bari, 1989.
- Tra il sapere e la pratica: la medicina ellenistica, in Storia del sapere medico occidentale, a cura di Mirko Grmek, Laterza, Roma-Bari, 1993.
- L' idea del bene nella Repubblica di Platone, in "Discipline filosofiche", I, 1993.
- Passioni antiche: l'io collerico, in Storia delle passioni, a cura di S. Vegetti Finzi, Laterza, Roma-Bari, 1995.
- La medicina in Platone, Il Cardo, Venezia, 1995.
- Quindici lezioni su Platone, ed. Einaudi, 2003.
- Platone. Repubblica. Libro 11°. Lettera XIV. Socrate incontra Marx. Lo Straniero di Treviri, ed. Guida, 2004.
- Guida alla lettura della Repubblica di Platone, Laterza, Roma-Bari, 2007.
- Un paradigma in cielo. Platone politico da Aristotele al Novecento, ed. Carocci, 2009,

### Collaborazioni
- Marxismo e società antica, Feltrinelli, Milano, 1977.
- Oralità, scrittura, spettacolo, Boringhieri, Torino, 1983.
- Il sapere degli antichi, Boringhieri, Torino, 1985.
- L'esperienza religiosa antica, Boringhieri, Torino, 1992.
- (con Gabriele Giannantoni) La scienza ellenistica, Bibliopolis, Napoli, 1984.
- (con P. Manuli) Le opere psicologiche di Galeno, Bibliopolis, Napoli, 1988.
- Nuove antichità, "Aut Aut", 184-5, 1981.
- Dialoghi con gli antichi, Sankt Augustin, 2007.

### Traduzioni
- Ippocrate, Opere, a cura di M. Vegetti, UTET, Torino, 1965; IIª ed., 1976; IIIª ed., 1996.
- Aristotele, Opere biologiche, a cura di D. Lanza e M. Vegetti, UTET, Torino, Iª ed., 1971; IIª ed., 1996.
- Galeno, Opere, a cura di I. Garofalo e M. Vegetti, UTET, Torino, 1978.
- Platone, La Repubblica, traduzione e commento a cura di Mario Vegetti, Napoli, Bibliopolis, 1998-2008 (Vol. 1: Libro I; Vol. 2: Libri II e III; Vol 3: Libro IV; Vol. 4: Libro V; Vol. 5: Libro VI-VII; Vol. 6; Libro VIII-IX; Vol. 7: Libro X).
- Platone, Repubblica, a cura di M. Vegetti, Libri I-III, Dipartimento di Filosofia dell'Università di Pavia, 2 voll.
- Platone, La Repubblica, trad., introduzione e cura di M. Vegetti, Collana Classici greci e latini, BUR, Milano, 2007, ISBN 978-88-170-1337-6.

### Curatele
- Filosofie e società, a cura di M. Vegetti, Franco Alessio, Fulvio Papi, Renato Fabietti, 3 voll. (manuale di filosofia destinato ai licei), Bologna, Zanichelli.

## Intervista
- Antonio Carioti, "Critico il Platone di Reale, il marxismo non c'entra", intervista di Mario Vegetti, Corriere della Sera, 4 gennaio 2014, p. 47.